# Convention du 1er juillet 1778

La convention du 1er juillet 1778 est une convention entre le roi de France Louis XVI et son oncle l'électeur de Trèves, concernant plusieurs échanges et limites de leurs états respectifs, conclue le 1er juillet 1778 avec lettres patentes du roi données à Versailles le 22 mars 1780, enregistrées au Parlement le 27 avril de la même année.

## Résumé
L’électeur et l'église de Trêves renoncent à toutes prétentions qui ont été formées de leur part sur la souveraineté des terres et seigneuries de Revin, Fumay et Feppin-sur-Meuse. En échange de quoi, le roi renonce lui aussi à
toutes ses prétentions quelconques sur la forêt de Winterhaupt, sur les villages et bancs de Mittel-Bollenbach, Noh-Bollenbach, Breungenborn et Mettenil, ainsi que sur la rivière de Noh.
Le roi et l'électeur se sont mis d'accord sur le fait que les pays indivis de Merzig et de Saargau soient partagés entre eux de la manière suivante : toute la partie située sur la rive gauche de la Sarre appartiendra dorénavant, en toute souveraineté à la couronne de France et toute la partie située sur la rive droite appartiendra à l'électeur et à l'église de Trèves. La rivière de la Sarre formera ainsi dans ces districts une limite naturelle entre les deux dominations.

## Partage du territoire de Merzig et Saargau
- Le roi cède à l’électeur de Trêves les lieux suivants : Mertzick, Bitzen, Haarling, Memmingen, Bacchem, Bessering, Ponten et St. Gangolf (de), le village de Mettloch avec l’abbaye du même nom, ainsi que le château et la montagne de Mont-Clair[Note 1]. De plus, en vertu de l'article VI, il cède également la part qui appartient à la France dans la souveraineté et territoire de Theley, y compris la cense d'Imbsbach.

- En échange, l'électeur de Trêves cède au roi les villages et hameaux suivants : Kenching, Hilbring, Feuchten, Balleren, Rech, Keppling, Mondorf, Sylving, Schwemling, Betting, Vehing, Buschdorf, Budingen, Weiller, ainsi que les dépendances de Bessering et des autres lieux qui s'étendent sur la rive gauche de ladite rivière[Note 2].

## Source
- Martens, Recueil de traités de l'Europe, Tome II, 1771-1779, Gottingue, 1817, pages 268-277.